# Музей современного искусства (Монтекатини-Терме)
Галерея современного искусства Монтекатини-Терме — выставочное пространство в здании муниципалитета Монтекатини-Терме (Тоскана, Италия), отведённое для проведения выставок современного искусства. Экспонируются работы таких художников, как Жоан Миро и Пьетро Аннигони.

## История
Музей был открыт 4 декабря 2012 года как первая муниципальная галерея в Монтекатини. В процессе подготовки открытия были отреставрированы прекрасные залы в стиле либерти, в которых до 2007 года находилось Королевское почтовое отделение, о чём по сей день напоминает находящийся там цикл витражей Галилео Кини, посвящённый теме коммуникации.

## Здание
Здание управы Монтекатини-Терме было построено в 1913 году в эклектическом стиле по проекту архитектора Рафаэлло Брицци и муниципального инженера Луиджи Ригетти. Прежде чем войти в помещения выставочной галереи, посетители имеют возможность осмотреть внешнюю отделку здания, созданную Галилео Кини.

## Функционирование
Задачи галереи по распространению и продвижению современного искусства достигаются постоянным экспонированием ряда работ и ротацией остальной части коллекции. Часть коллекции размещена в залах постоянно, остальная часть демонстрируется на временно организуемых тематических выставках.